# カンゼ県
カンゼ県（カンゼけん、dkar mdzes）は中国四川省カンゼ・チベット族自治州北西部に位置する県。雅礱江の上流に位置し、県内は峡谷と高山が多く海抜は3,325mから5,688mにまで達する。
県名の「カンゼ (dkar mdzas)」はチベット語で「白く美しい」の意味。康熙元年（1662年）、ダライ・ラマ5世の弟子がこの地方に十三の寺院を建てたが、その中の第一の寺院は白く露出した岩の上に建てられたためカンゼと名付けられた。これがゲルク派の大僧院カンゼ・ゴンパ（甘孜寺）であり、地名の由来でもある。
カンゼは新龍県（ニャロン）、白玉県（パンユル）、徳格県（デルゲ）などからの道が集まる交通の要衝でもあり、古くからカム地方北部の中心地であり、現在も商業施設や飲食店が多い。カンゼ寺のほか、大金寺、白日寺などチベット仏教の有名な寺院も数多くある。

## 行政区画
| 区分 | 数 | 名称                                                                                          |
| ---- | -- | --------------------------------------------------------------------------------------------- |
| 鎮   | 3  | カンゼ 査龍 来馬                                                                              |
| 郷   | 18 | 呷拉 色西底 南多 生康 貢隆 扎科 昔色 卡攻 仁果 拖壩 庭卡 下雄 四通達 奪多 泥柯 茶扎 大徳 卡龍 |

## 交通

### 道路
国道
- G317国道

## 健康・医療・衛生
- カンゼ県人民医院

## ギャラリー

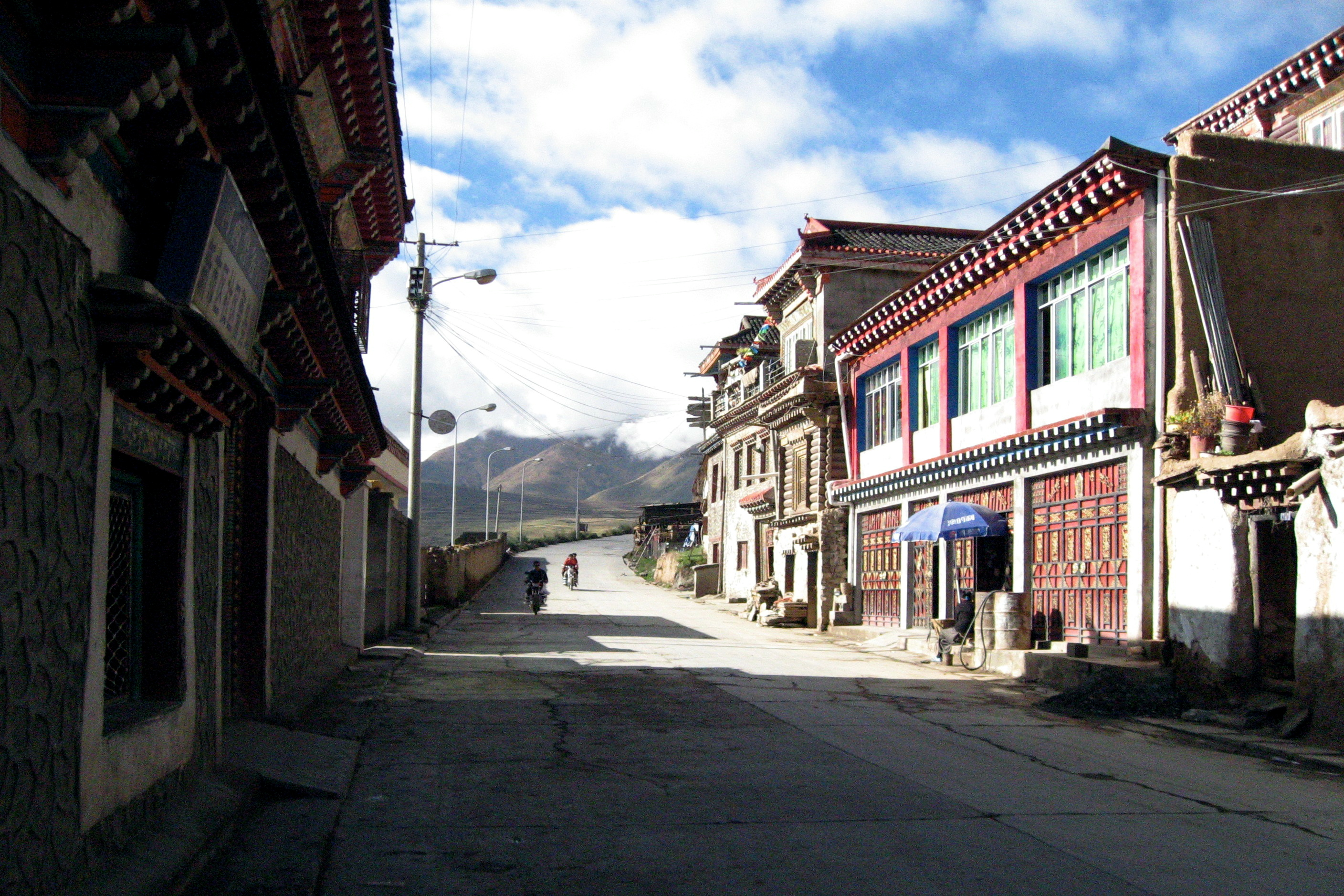
カンゼの朝の街並み
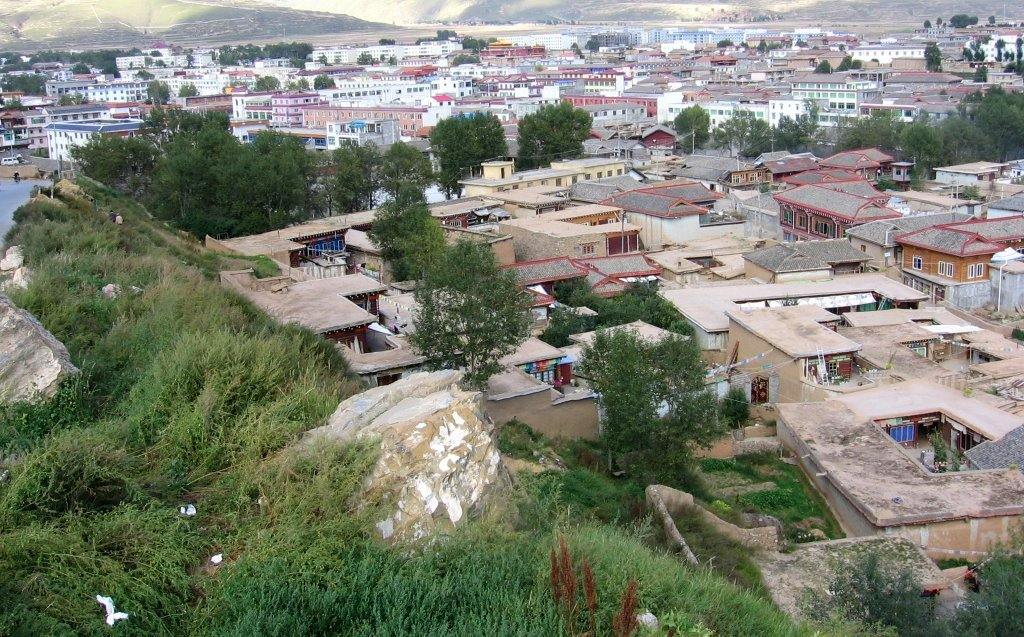
カンゼの街並み
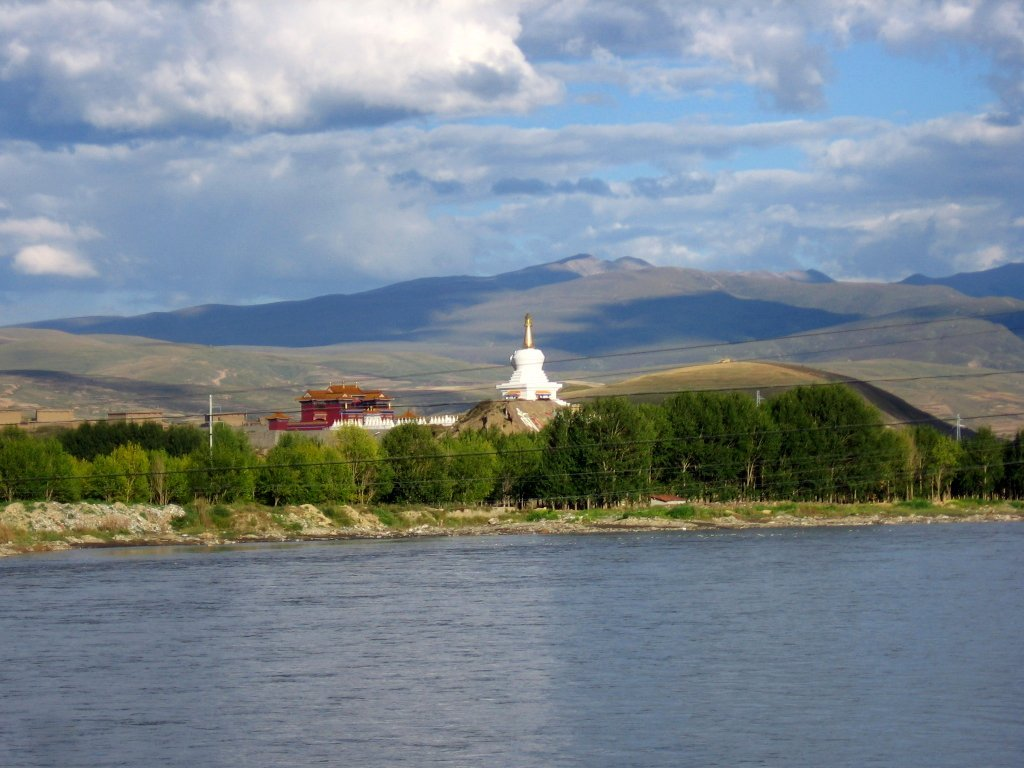
雅礱江と寺院
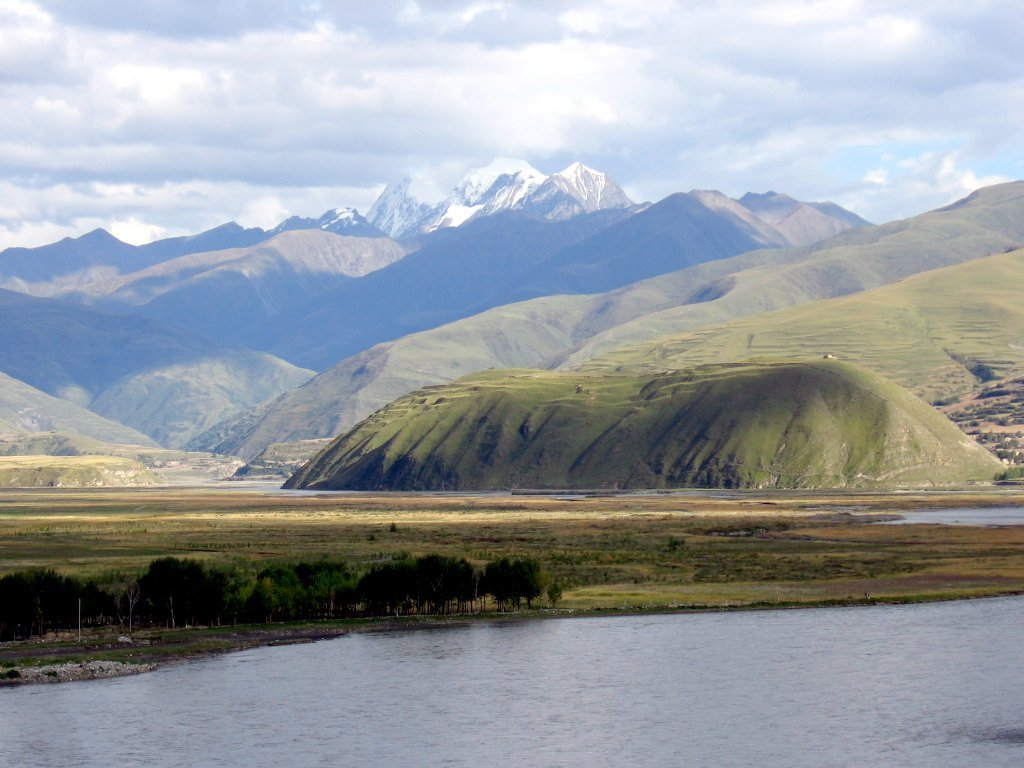
草原と高山